# ギヨーム・ギヨン＝ルティエール
ギヨーム・ギヨン＝ルティエール（Guillaume Guillon-Lethière、1760年1月10日 - 1832年4月22日）はフランスの新古典主義の画家である。

## 略歴
カリブ海のフランスの海外県、グアドループのサンタンヌ(Sainte-Anne)で生まれた。母親は同地のムラートにあたる解放奴隷で、父親のピエール・ギヨンはフランス人の公証人であった。純白人ではない混血であったものの、1799年にパリで父親に認知された。幼い頃から絵の才能を示し、父親はフランスで教育することに決め1774年にフランスに移った。
家族の3番目の息子であったので3番目をしめす「Letiers」の名前を名乗って、ルーアンに設立された美術学校(l’école publique gratuite de dessin)でジャン＝バティスト・デカン(Jean-Baptiste Descamps)に学んだ。3年間の修行で技術は上達した。後に「Letiers」の名前の綴りは「Le Thière」に変えた。王立絵画彫刻アカデミーの教授、ガブリエル＝フランソワ・ドワイアンに弟子入りして働いた。
1784年にローマ賞に応募し、2位となり、2年後、再び応募して入選しなかったが、ローマに留学した。当時ローマにいたジャック＝ルイ・ダヴィッドとともに新古典主義のスタイルを発展させた。数年間ローマに留まり、1791年にパリに戻った。 
1807年から1816年まで在ローマ・フランス・アカデミーの校長を務め、1818年にレジオンドヌール勲章（シュバリエ）を受勲した。1819年からエコール・デ・ボザールの教授に任じられ、教えた学生にはイジドール・ピルスやテオドール・ルソー、ルイ・ブーランジェらがいた。

## 作品

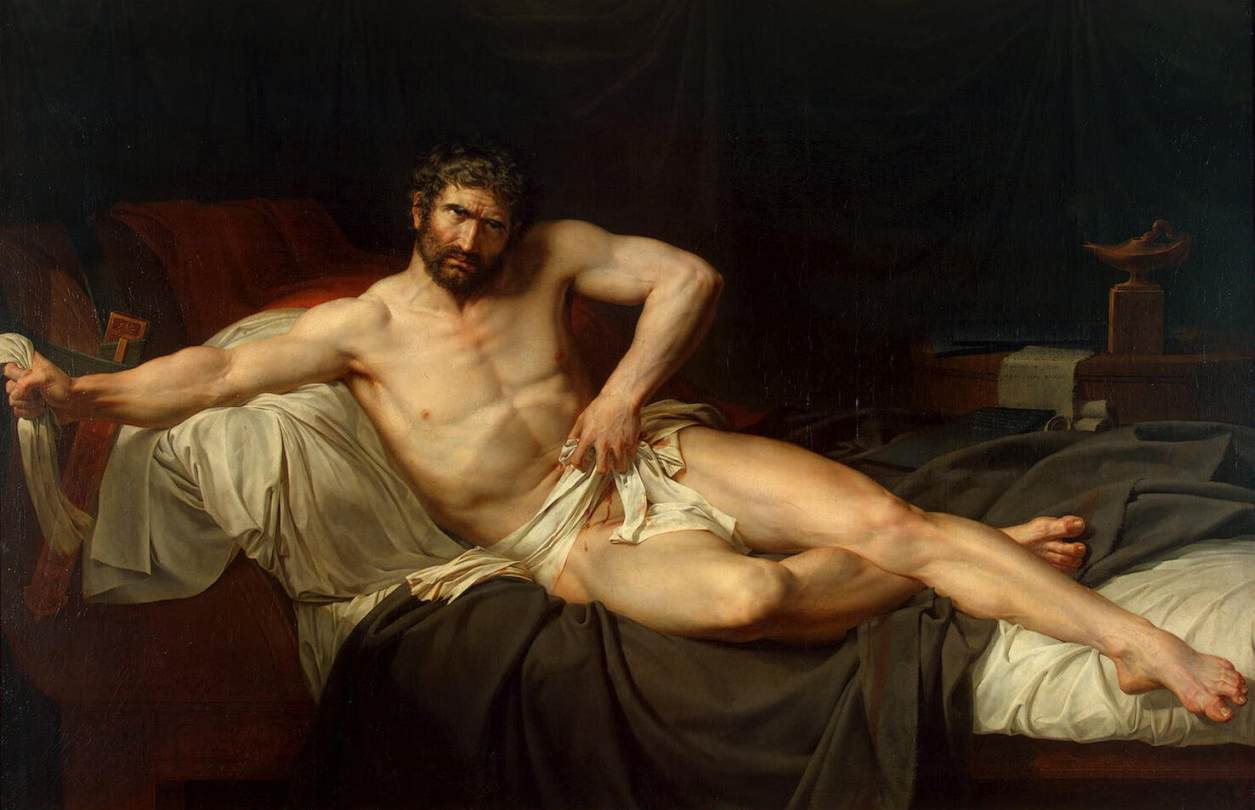
「ウィカのカトの死 」(1795)
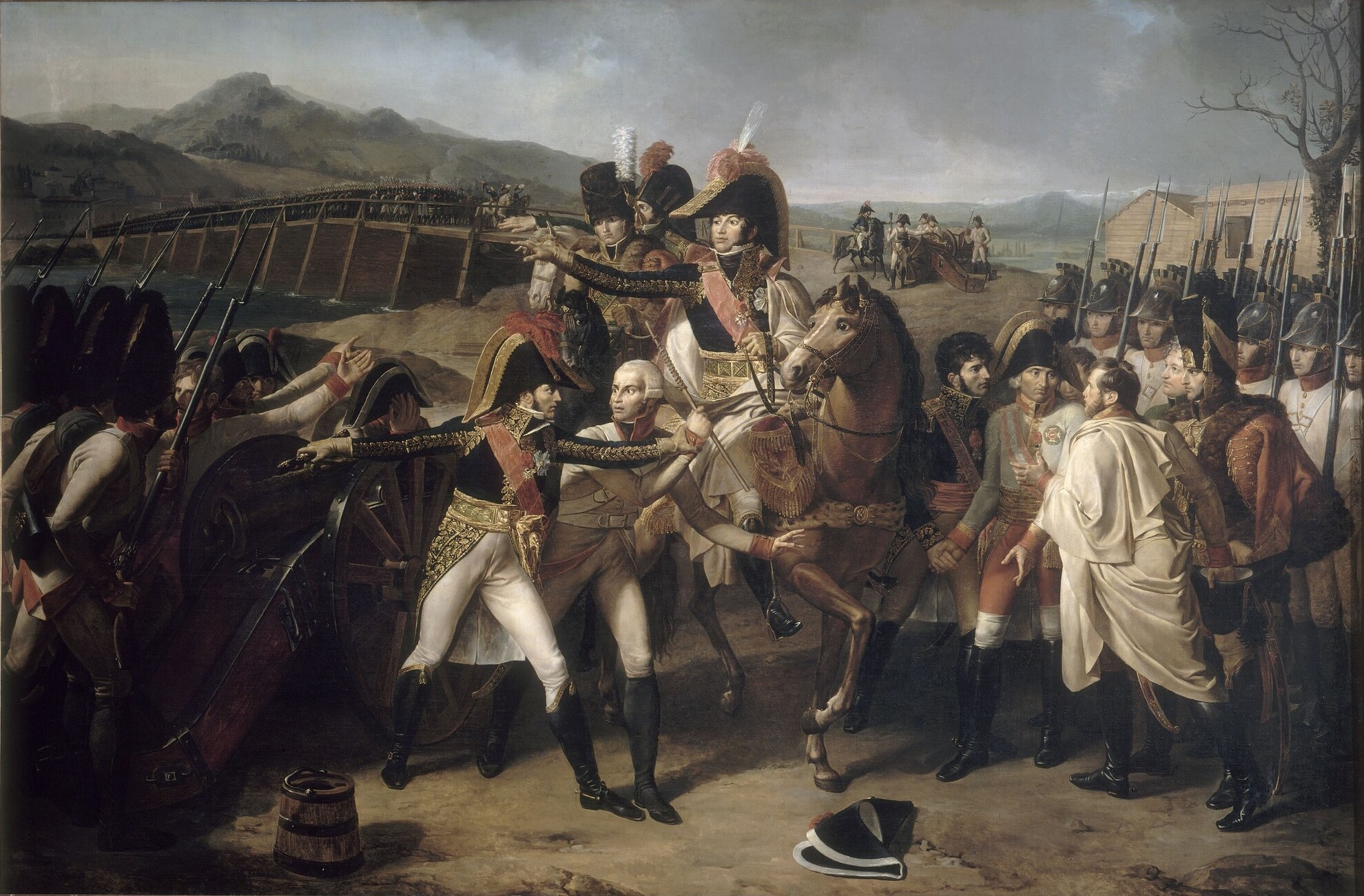
「1805年11月14日のドナウ河の橋でのオースリア軍の降伏」
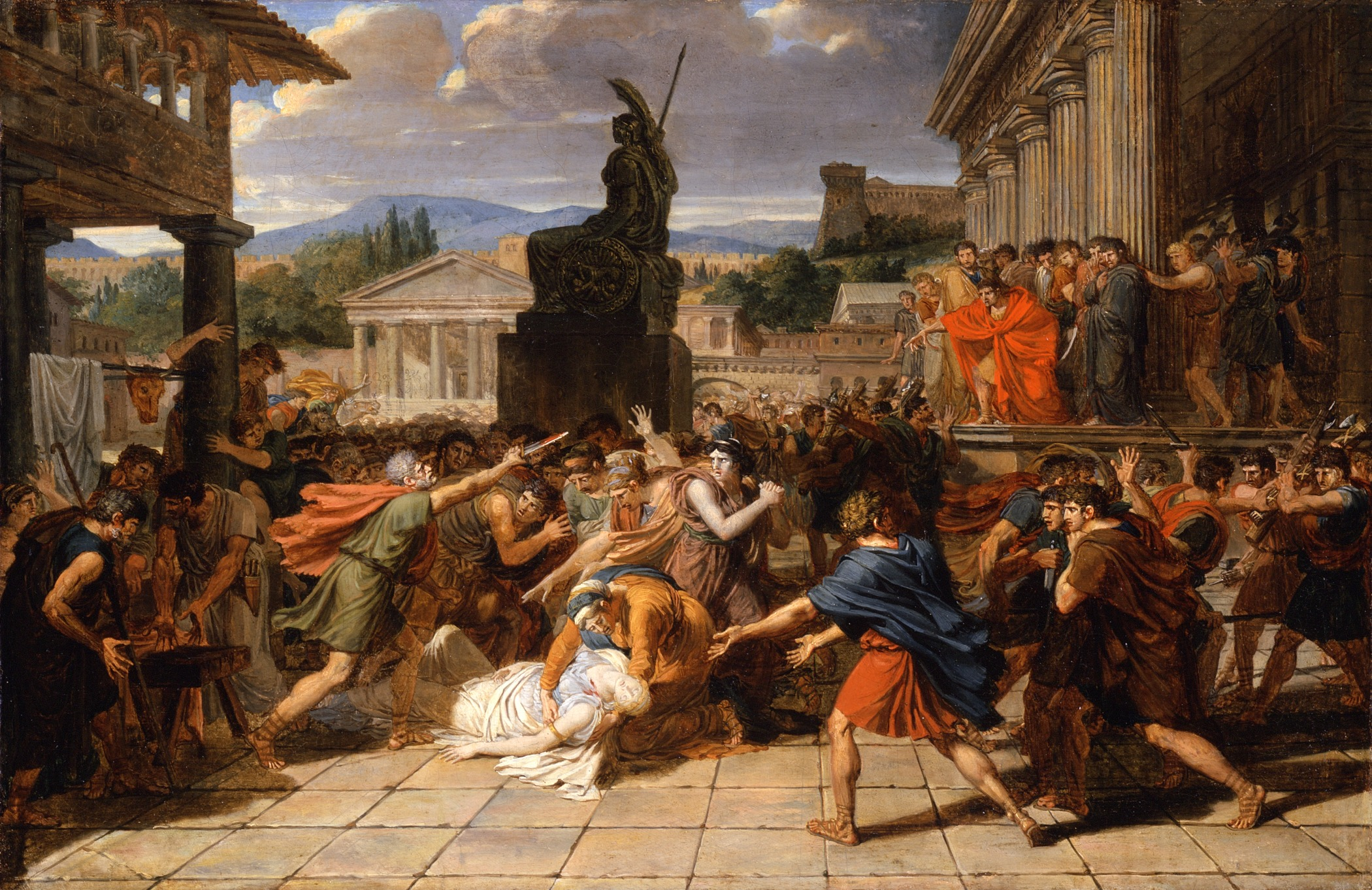
ヴィルジニアの死

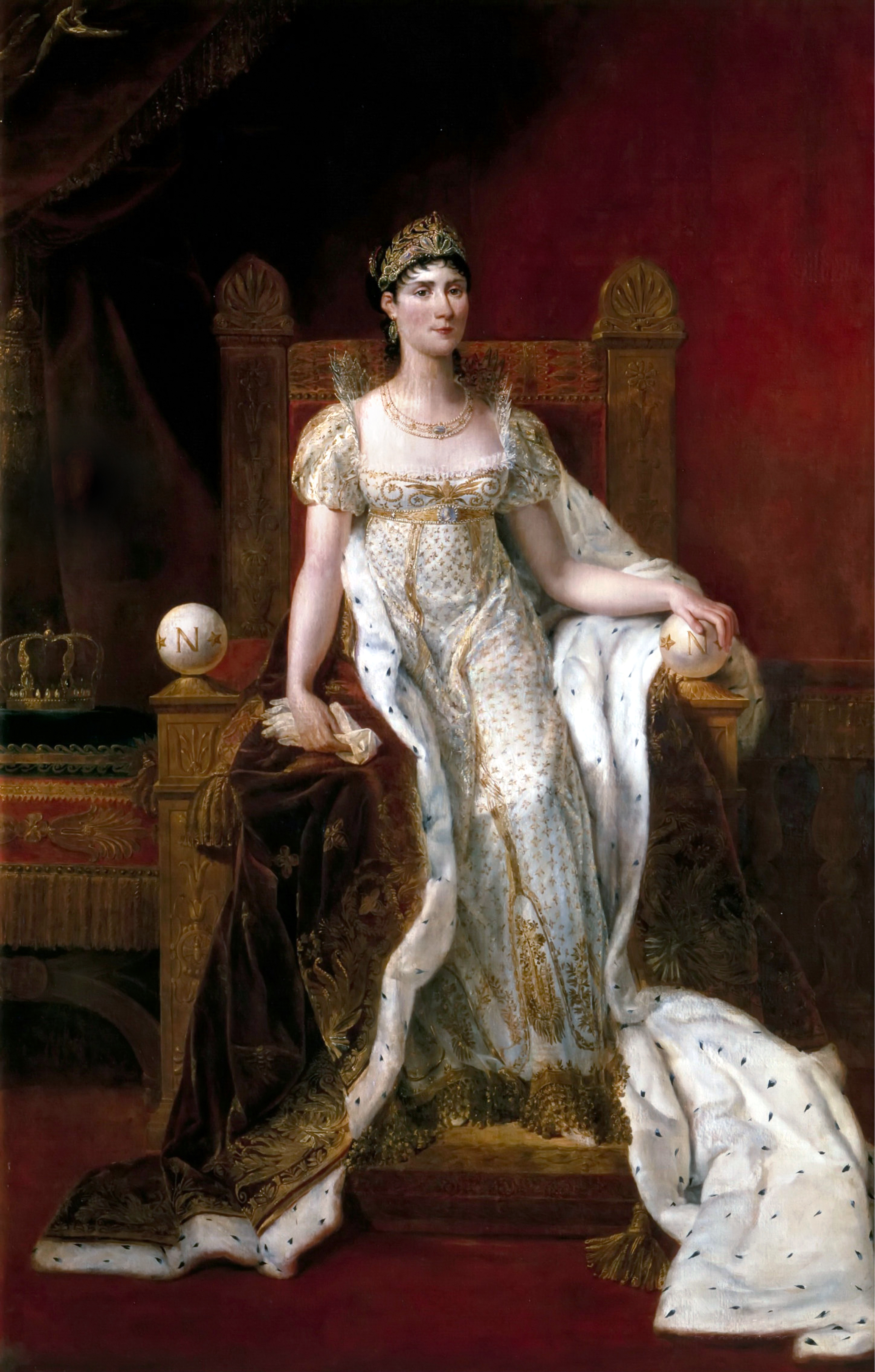
フランス皇后ジョゼフィーヌ・ド・ボアルネ(1807)
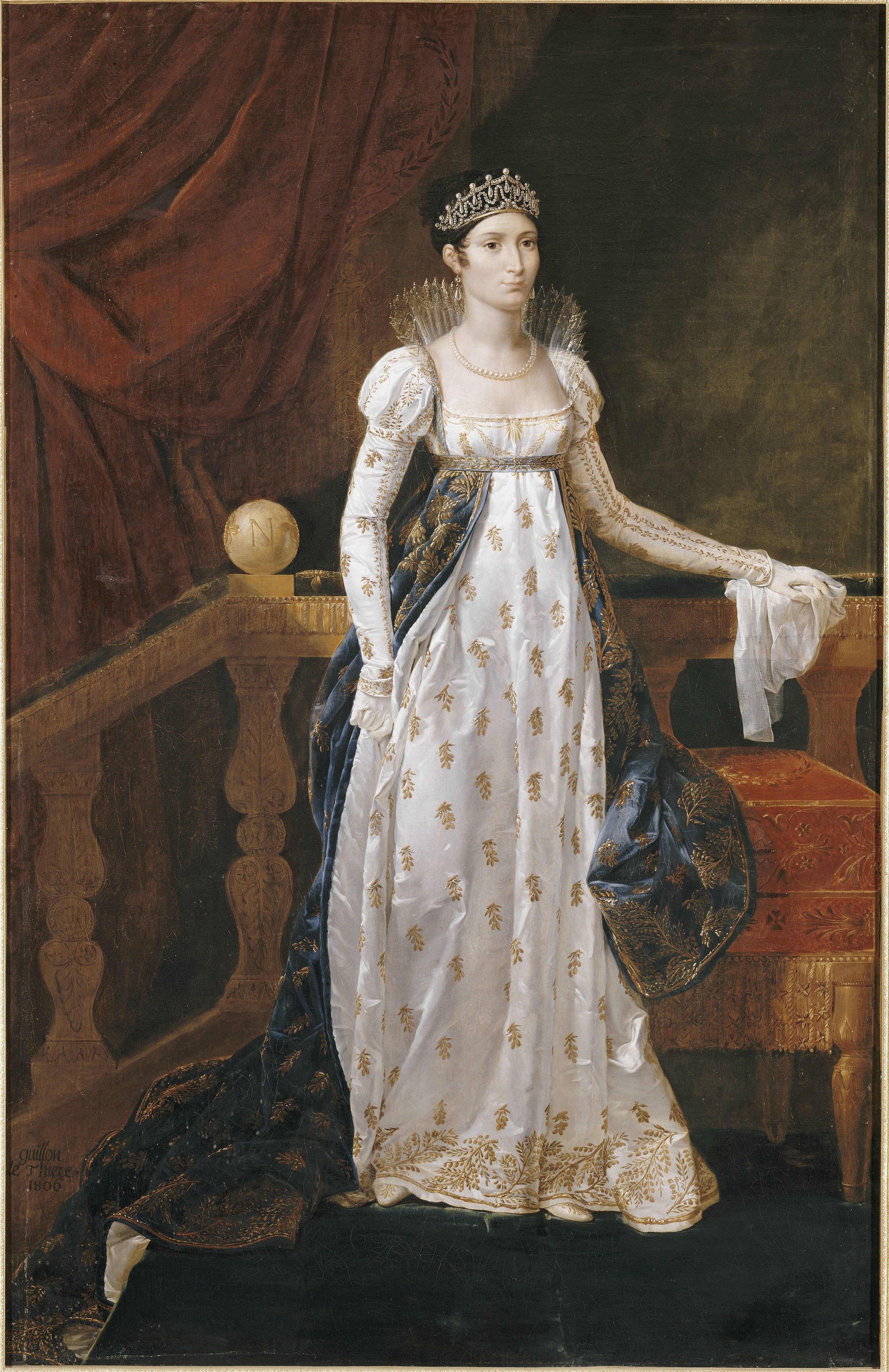
エリザ・ボナパルト(1806)
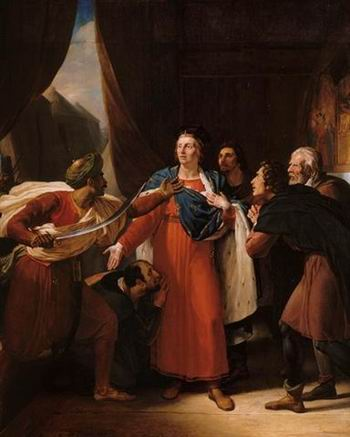
1250年のルイ9世
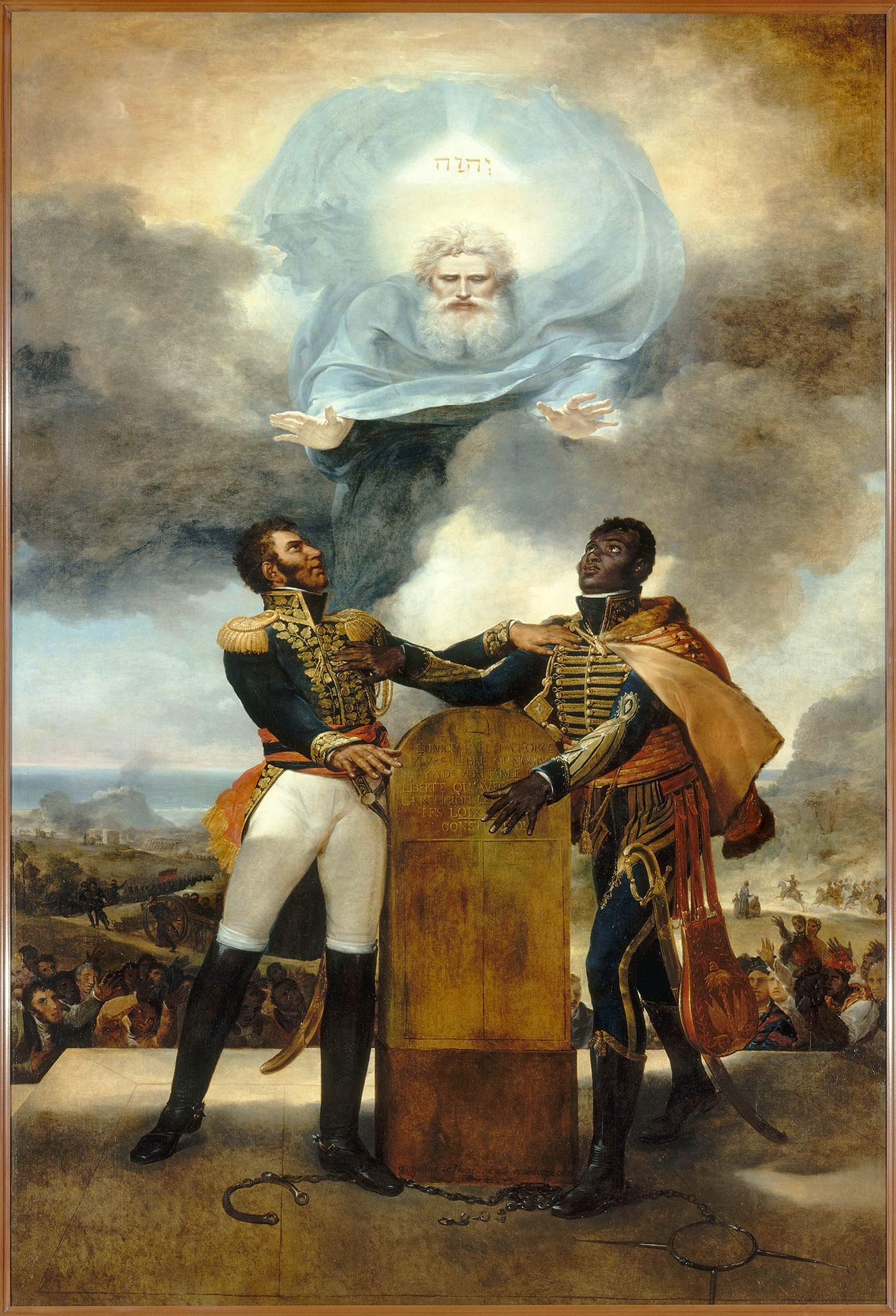
Le serment des Ancêtres

## ギヨン＝ルティエールに学んだ画家
- オルテンス・オードブール＝レスコー（1784-1845）
- フランソワ＝ジョゼフ・エイム（1787-1865）
- オクターヴ・タサエール (1800-1874)
- ルイ・ブーランジェ (1806-1867)
- テオドール・ルソー (1812-1867)
- イジドール・ピルス (1815-1875)